# Cnemaspis gunawardanai
Cnemaspis gunawardanai — вид ящірок з родини геконових (Gekkonidae). Описаний у 2021 році.

## Етимологія
Вид названий на честь доктора Джагата Гунавардани, ланкійського екологічного активіста, захисника природи та юриста, який зробив значний внесок у популяризацію екологічних законів серед громадськості.

## Поширення
Ендемік Шрі-Ланки. Відомий з двох місцевостей: Пілікуттува і Малігатенна у районі Гампаха. Мешкає на сухих, затінених, прохолодних поверхнях скель у печерах.